# الدفدف (الجميمة)

تعديل مصدري - تعديل

الدفدف هي إحدى قرى عزلة بقره الشرقية والوسطى بمديرية الجميمة التابعة لمحافظة حجة، بلغ تعداد سكانها 196 نسمة حسب تعداد اليمن لعام 2004.